# Enlinia crassipes
Enlinia crassipes är en tvåvingeart som beskrevs av Robinson 1975. Enlinia crassipes ingår i släktet Enlinia och familjen styltflugor.
Artens utbredningsområde är Jamaica. Inga underarter finns listade i Catalogue of Life.